# Tarascosaurus
Tarascosaurus là một chi khủng long, được Le Loeuff & Buffetaut mô tả khoa học năm 1991.